# Лосано, Рафаэль
Рафаэль Лосано Муньос (исп. Rafael Lozano Muñoz, род. 25 января 1970 года, Кордова, Андалусия, Испания) — испанский боксёр, призёр Олимпийских игр 1996 и 2000 годов, призёр чемпионата Европы 1996 года, участник чемпионата мира 1995 года. В 2001 году перешёл в профессионалы.

## Любительская карьера
В 1995 году Лосано выступал на чемпионате мира в Берлине, где дошёл до четвертьфинала. В 1/8 финала испанец победил украинского боксёра Олега Кирюхина (по очкам, 6:4), но на следующей стадии турнира проиграл будущему серебряному призёру чемпионата Бернару Иному (Франция) (по очкам, 1:6).